# 羅頓 (阿拉巴馬州)
羅頓（英語：Roeton）是一個位於美國阿拉巴馬州科菲縣的非建制地區。該地的面積和人口皆未知。

## 地理
羅頓的座標為31°35′52″N 85°50′05″W / 31.59777°N 85.83472°W，而該地最高點為海拔高度122米（即400英尺）。